# Paus Benedictus I
Benedictus I (Rome, datum onbekend – aldaar, 30 juli 579) volgde paus Johannes III op als 62ste paus van de Katholieke Kerk.
Hij bekleedde dit ambt van 2 juni 575 tot zijn dood op 30 juli 579.
Benedictus werd geboren in de stad Rome en was de zoon van een rijke edelman, Bonifatius genaamd. Benedictus I werd door de Grieken Bonosus genoemd (Euagrius, Hist, V,16).
Door de verwoestingen, plunderingen en de aanval op Rome door de Longobarden was contact met Constantinopel vrijwel onmogelijk. De keizer die in Constantinopel was, hoorde pas na 11 maanden, na de verkiezing van Benedictus I tot paus, van de nieuwverkozen paus. De inauguratie van deze paus werd dus ruim een jaar na de verkiezing gehouden, omdat de toestemming van de keizer tot dusver ontbrak.
Een van de weinige bekende daden van deze paus is het verlenen van de nalatenschap, de Massa Veneris, in het gebied rond Miturnae, aan abt Stephen van Sint Marcus bij de muren van Spoleto. (Gregorius I, Epistolae, IX 87, I al. 30). Een andere daad is dat Benedictus in december tijdens een ordinantie 15 priesters, 3 diakens (waarvan de latere paus Gregorius de Grote er een was) benoemde en 21 bisschoppen inwijdde.
Tijdens de aanval op Rome door de Longobarden werd de stad uitgehongerd. Uit de weinige woorden die in het Liber Pontificalis staan over deze paus, wordt geconcludeerd dat Benedictus stierf tijdens zijn pogingen om deze problemen te verwerken.
Hij werd begraven in de hal van de Sint-Pieter.
Cursief: tegenpaus